# Arie van Veen
Arie van Veen (Rotterdam, 3 april 1871 – aldaar, 20 maart 1928) was een Nederlands ondernemer, karikaturist en auteur. Hij was gehuwd met Sophia Maria Wijlacker, een kleindochter van de oprichter van de verzekeringsmaatschappij die later RVS (Rotterdamsche Verzekerings-Sociëteit) zou worden (inmiddels opgegaan in de Nationale-Nederlanden). Hij werd benoemd tot directeur van het bedrijf. Tijdens zijn directeurschap werd de RVS een van de grootste verzekeringsmaatschappijen van Nederland.
Naast zijn werk voor de verzekeringsmaatschappij maakte Van Veen karikaturen voor het satirische weekblad De Ware Jacob (1901-1910) en was hij kunstmedewerker van het Algemeen Handelsblad in Rotterdam. Toen zijn zoon Dick in 1917 aan het toneel ging, beëindigde hij zijn toneelrubriek. Ook heeft hij literaire bijdragen geleverd aan het Rotterdamsch Nieuwsblad. In Elsevier's Geïllustreerd Maandschrift schreef hij over schilderkunst. Naast dit al heeft hij nog een aantal vertellingen, kleine romans, enkele novellen, waaronder Ontwijding (1897) en een roman Een domineesvrouw (1902) gepubliceerd.
Op het eind van zijn leven woonden Arie en Sophia aan de Schiekade 148. Deze woning was gesitueerd tussen de vroegere Simonstraat, waar aan de oostzijde Schiekade 140 begon, en de vroegere Benthemdwarsstraat, aan welker westzijde de Schiekade 152 stond. De woning bestaat nu niet meer. Kort na het jubileum op 3 januari 1928 ter gelegenheid van zijn 25-jarig dienstverband met de RVS overleed Arie op 20 maart in de leeftijd van bijna 57 jaar, in het St. Franciscus Gasthuis aan de Schiekade 80.
Arie en Sophia kregen vier kinderen: Dirk, Karel Johannes, Willemijntje en Arie Jr.

## Monument voor het familiegraf van Arie van Veen

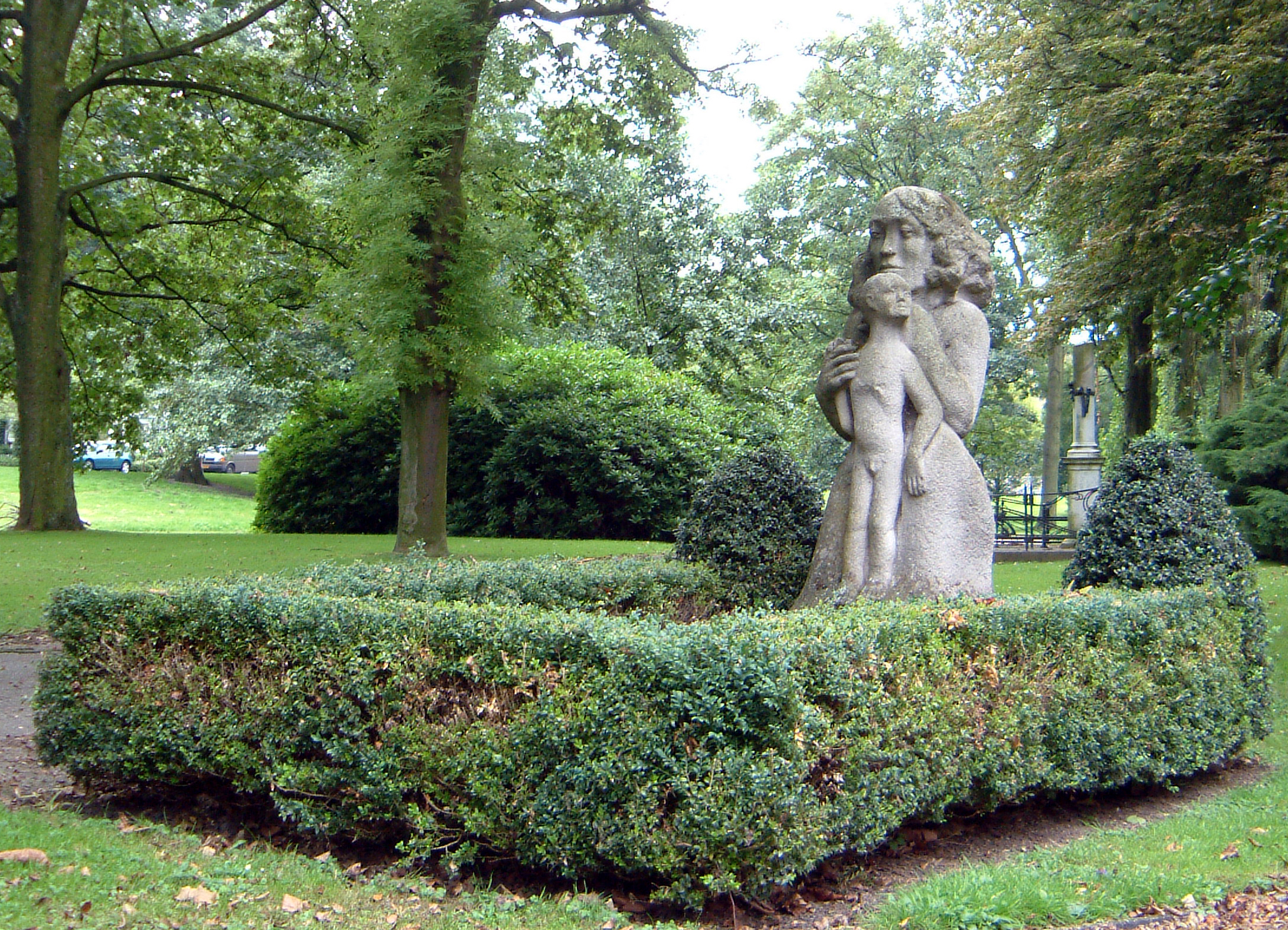
Monument van het familiegraf, gemaakt door Henk Chabot

Van Veen werd begraven in het familiegraf op de Algemene Begraafplaats Crooswijk met een uit zandsteen gebeeldhouwd monument door Henk Chabot. Toen het graf in 1978 geruimd werd, is het monument verplaatst naar een beschutte plaats op het oude gedeelte van de begraafplaats.
Henk Chabot en Van Veens zoon Karel bezochten in 1919 samen de Academie van Beeldende Kunsten en Technische Wetenschappen Rotterdam. Zij kregen les van de schilder Alexander van Maasdijk. Beiden hebben in 1919 deelgenomen aan de prijskamp die jaarlijks onder de beste leerlingen van de academie werd gehouden. Karel won in dat jaar de zilveren medaille, en Henk kreeg een eervolle vermelding.